# Cleddau (Royaume-Uni)
Pour les articles homonymes, voir Cleddau.
Le Cleddau (en gallois : Afon Cleddau, en anglais : River Cleddau) est un système fluvial côtier situé dans la péninsule de Pembroke, dans le comté du Pembrokeshire, à l'ouest du Pays de Galles au Royaume-Uni. Il est composé de deux rivières, la Cleddau orientale et la Cleddau occidentale, et après leur confluence son estuaire prend le nom de Daugleddau, puis près de son embouchure celui de Milford Haven, où se trouve l'important port homonyme.
Daugleddau signifie en gallois « les deux Cleddau ». Le suffixe « -au » désigne lui-même la pluralité en gallois, et est ajouté ici au mot cleddyf signifiant « épée », faisant peut-être référence à la manière dont les deux rivières entaillent le paysage du Pembrokeshire.
Le bassin versant du Cleddau occupe la majeure partie de la péninsule de Pembroke.
Son nombre de Strahler est de 5, et son ordre de Shreve de 270. 

## Cleddau orientale
La Cleddau orientale se nomme en gallois Cleddau Ddu, ce dernier mot signifiant « noir ». Elle prend sa source à 223 mètres d'altitude dans les contreforts des Mynydd Preseli à Blaencleddau
, dans la paroisse de Mynachlog-ddu. Elle s'écoule vers le sud-ouest à travers une large vallée de landes jusqu'à Gelli Hill, où un affluent, la Syfynwy (en), la rejoint.  Elle s'écoule ensuite vers le sud à travers une vallée profonde jusqu'à Llawhaden et devient une rivière à marée à partir du pont de Canaston. Elle rejoint la Cleddau occidentale à Picton Point pour former la Cleddau proprement dite.
Elle a une longueur d'environ 34 km, dont sept sont soumis à la marée.
Les principaux affluents de la Cleddau orientale sont, depuis sa source, l'Afon Wern en rive droite (rd), l'Afon Rhyd-afallen (rd), l'Afon Conyn en rive gauche, et l'Afon Syfynwy ou Syfni (rd).

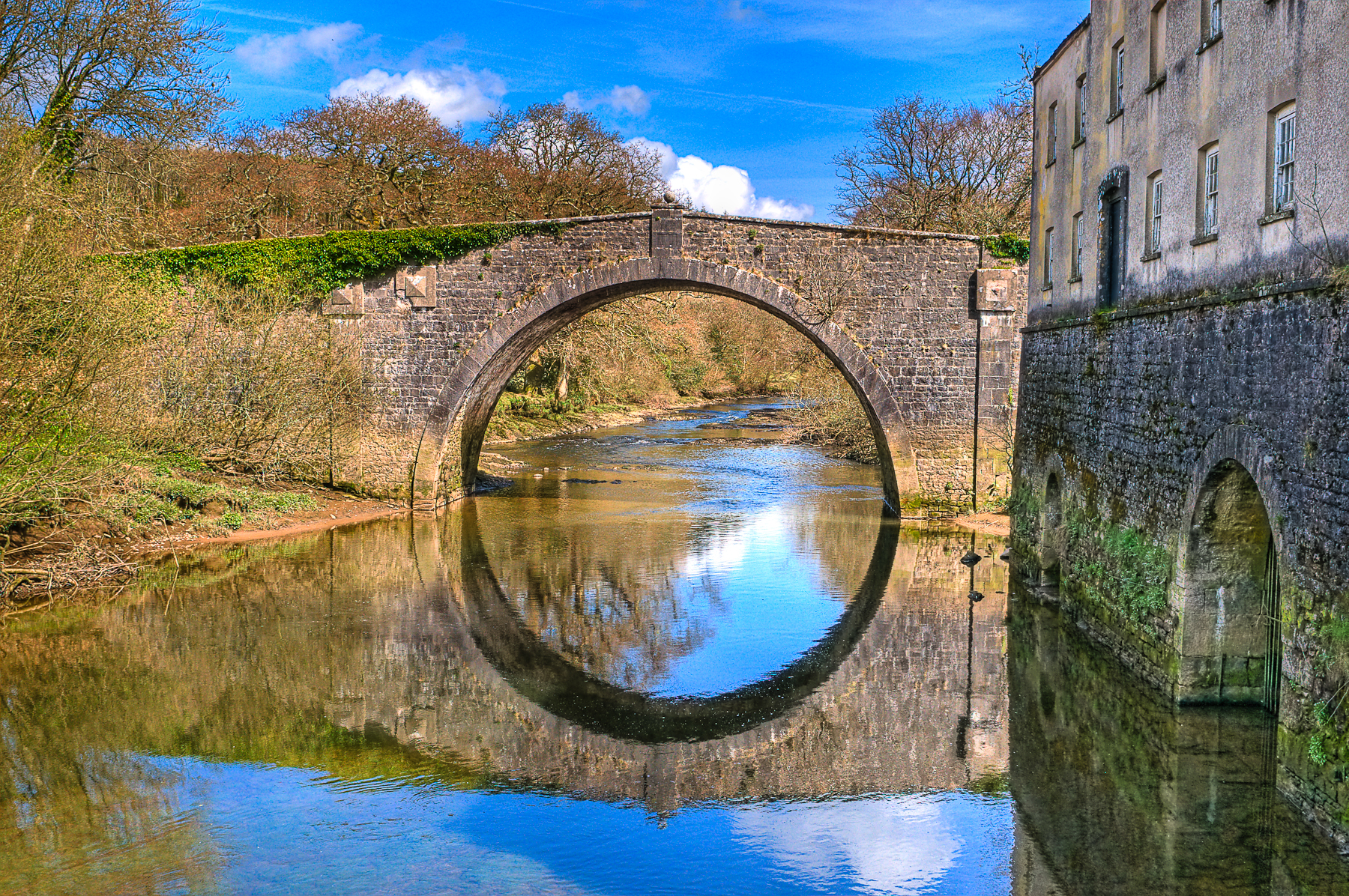
La Cleddau orientale et le pont du moulin de Blackpool.
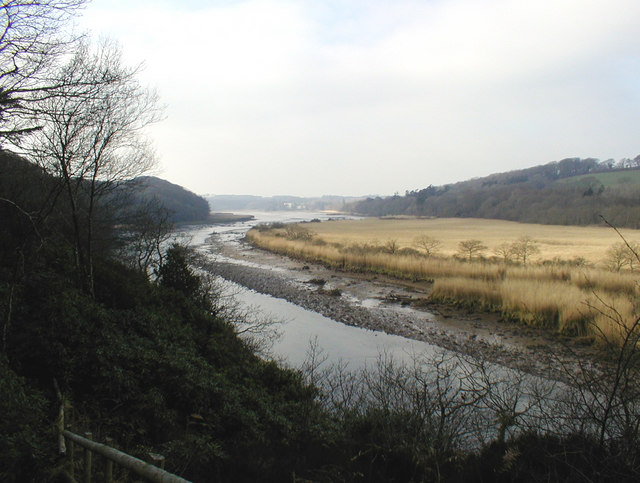
Le début de l'estuaire de la Cleddau orientale depuis les bois de Minwear.
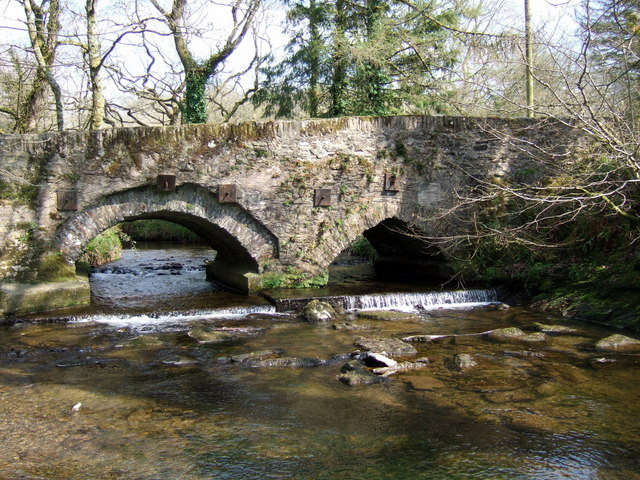
Le pont de Farthing's Hook sur l'Afon Syfynwy, affluent de la Cleddau orientale.
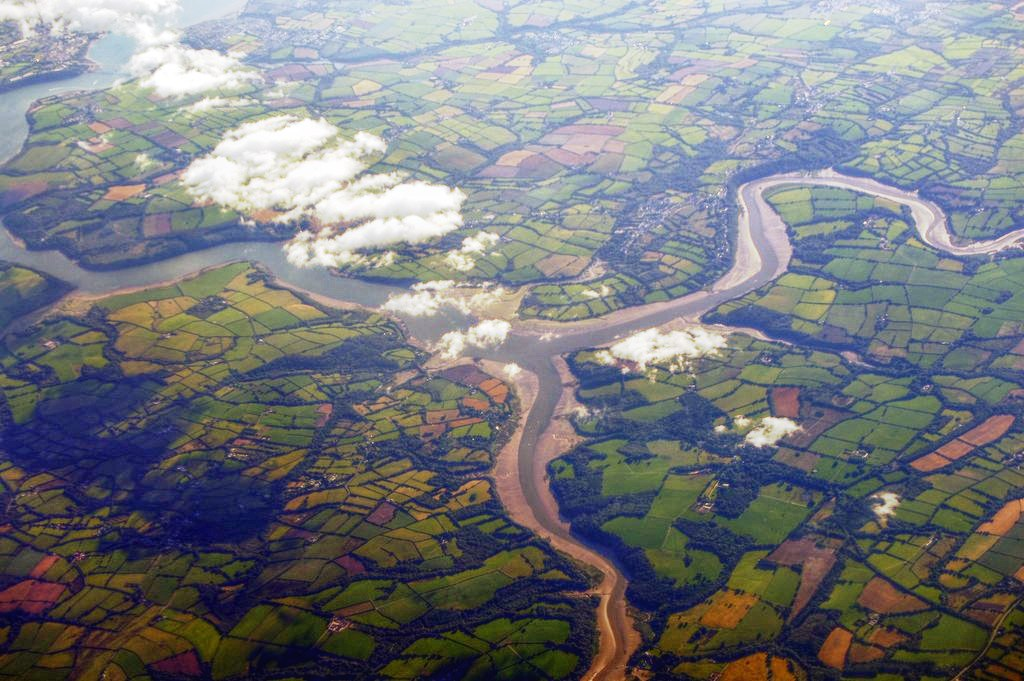
Confluence entre les Cleddau occidentale (à droite) et orientale (en bas) à Picton Point pour former le Daugleddau (à gauche).

## Cleddau occidentale
La Cleddau occidentale se nomme en gallois Cleddau Wen, ce dernier mot signifiant « blanc ». Elle est elle-même formée de deux branches : la branche orientale prend sa source à 136 mètres d'altitude à Llygad Cleddau dans la paroisse de Llanfair Nant y Gôf, à 4 km au sud-est de Fishguard. Elle s'écoule vers le sud-ouest au-delà de Scleddau, jusqu'à Priskilly.
La branche occidentale prend sa source à 100 mètres d'altitude à Penysgwarne dans la paroisse de Llanreithan et s'écoule vers l'est jusqu'à Priskilly, où les deux branches confluent. La Cleddau occidentale traverse ensuite Wolf's Castle, où elle pénètre dans les spectaculaires gorges de Treffgarne, d'une profondeur de 90 m, qui coupent les roches volcaniques dures de Treffgarne Mountain. Elle s'écoule ensuite vers le sud jusqu'à Haverfordwest, où elle devient une rivière à marée. Elle s'étend alors en un aber profond et s'unit à la Cleddau orientale à Picton Point pour former l'estuaire du Daugleddau. Elle a une longueur d'environ 40 km de Penysgwarne à Picton Point, dont environ neuf sont soumis à la marée.
Les principaux affluents de la Cleddau occidentale sont, depuis sa source, l'Afon Anghof en rive gauche (rg), le Nant-y-coy Brook en rive droite (rd), le Spittal Brook (rg), le Camrose Brook (rd), le Cartlet Book (rg), et le Millin Brook (rg) qui la rejoint peu avant la confluence avec la Cleddau orientale.
La Cleddau occidentale est un exemple de cours d'eau « inadapté » : sa vallée est profonde, souvent de manière spectaculaire, bien que la rivière qui s'y écoule soit petite. C'est parce que la vallée s'est formée à la fin de la dernière période glaciaire, lorsque la Teifi, gonflée par les eaux de fonte, a été empêchée de se jeter dans la mer d'Irlande par un barrage de glace, et s'est écoulée vers l'ouest à travers les vallées du Nyfer (en) et du Gwaun (en), puis vers le sud le long du cours de la Cleddau occidentale.
Historiquement, l'estuaire permettait au trafic maritime d'atteindre Haverfordwest. Il était également important pour l'exportation d'anthracite, qui était extrait sur la rive ouest et expédié depuis Hook.

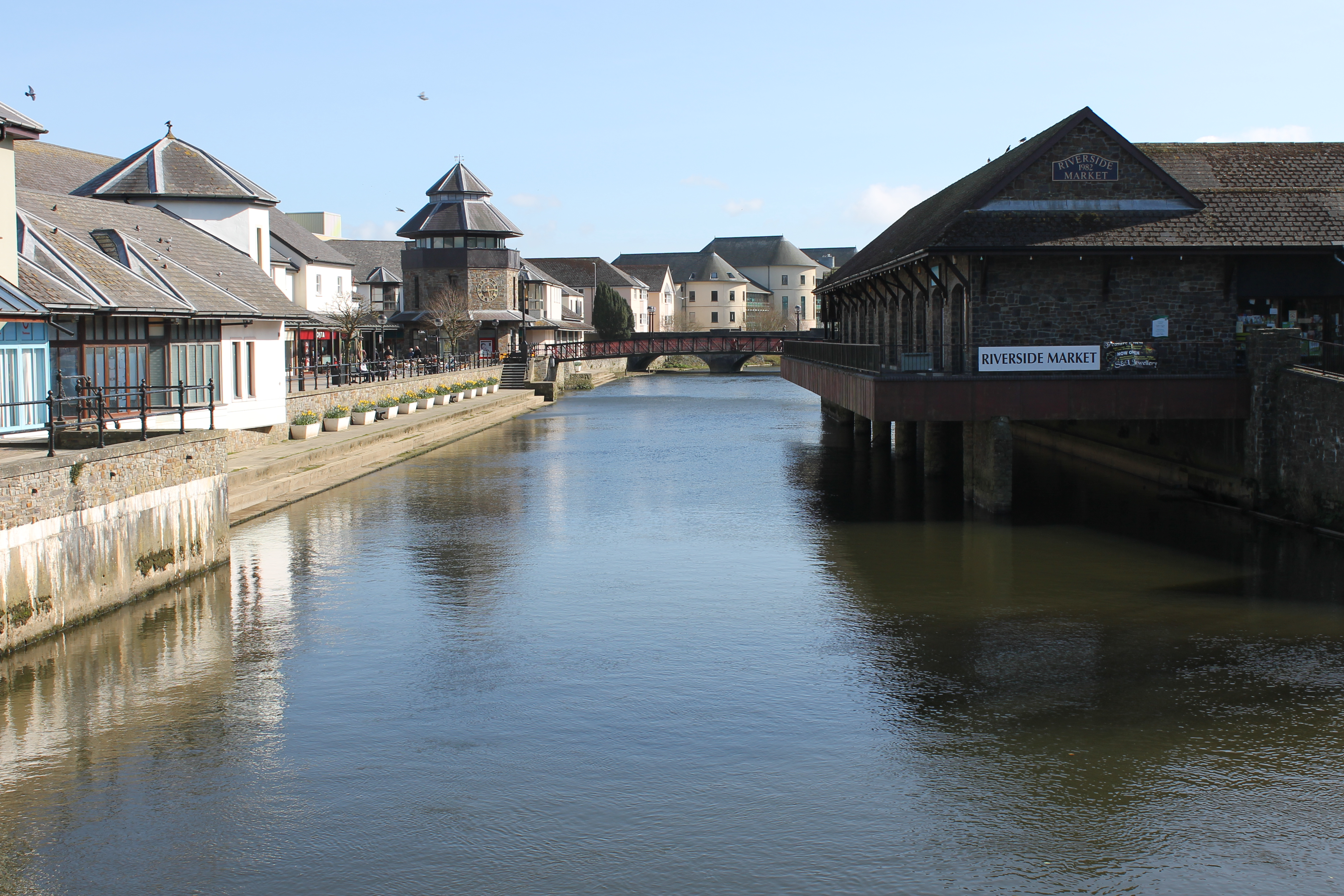
La Cleddau occidentale à Haverfordwest.
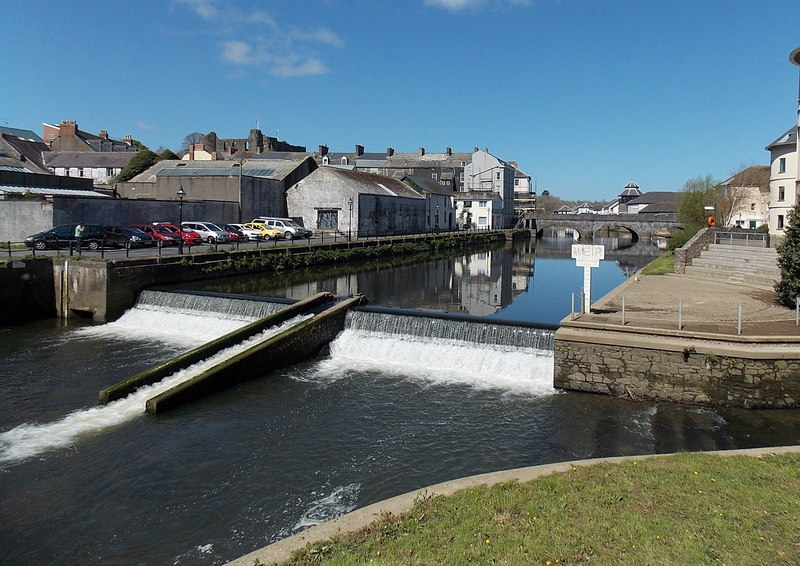
Barrage et échelle à poissons à Haverfordwest.
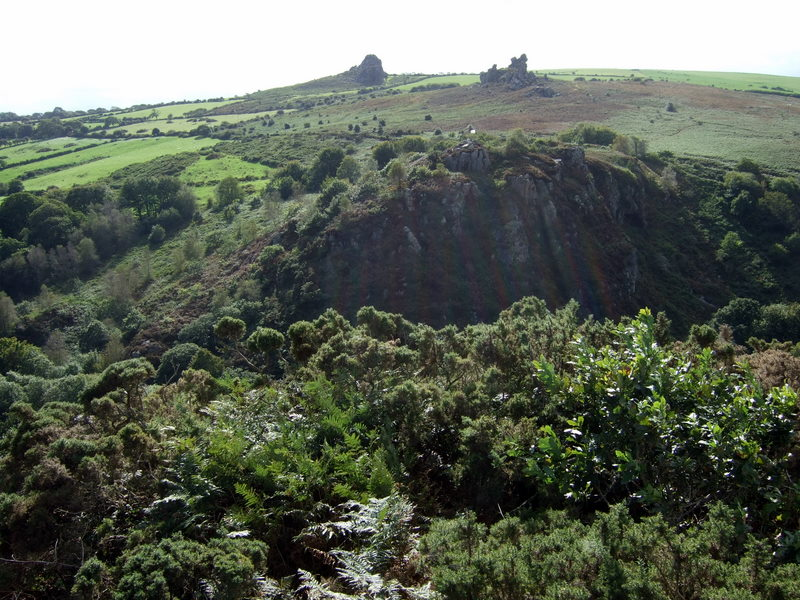
Les gorges de Treffgarne.
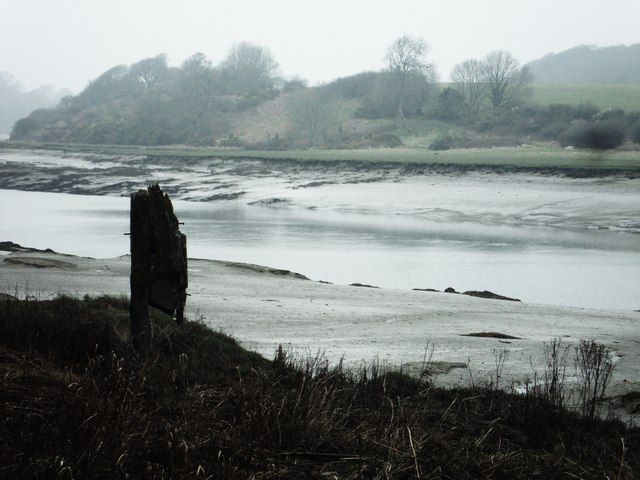
La Cleddau occidentale à marée basse près de Hook.

## Estuaire de Daugleddau et Milford Haven

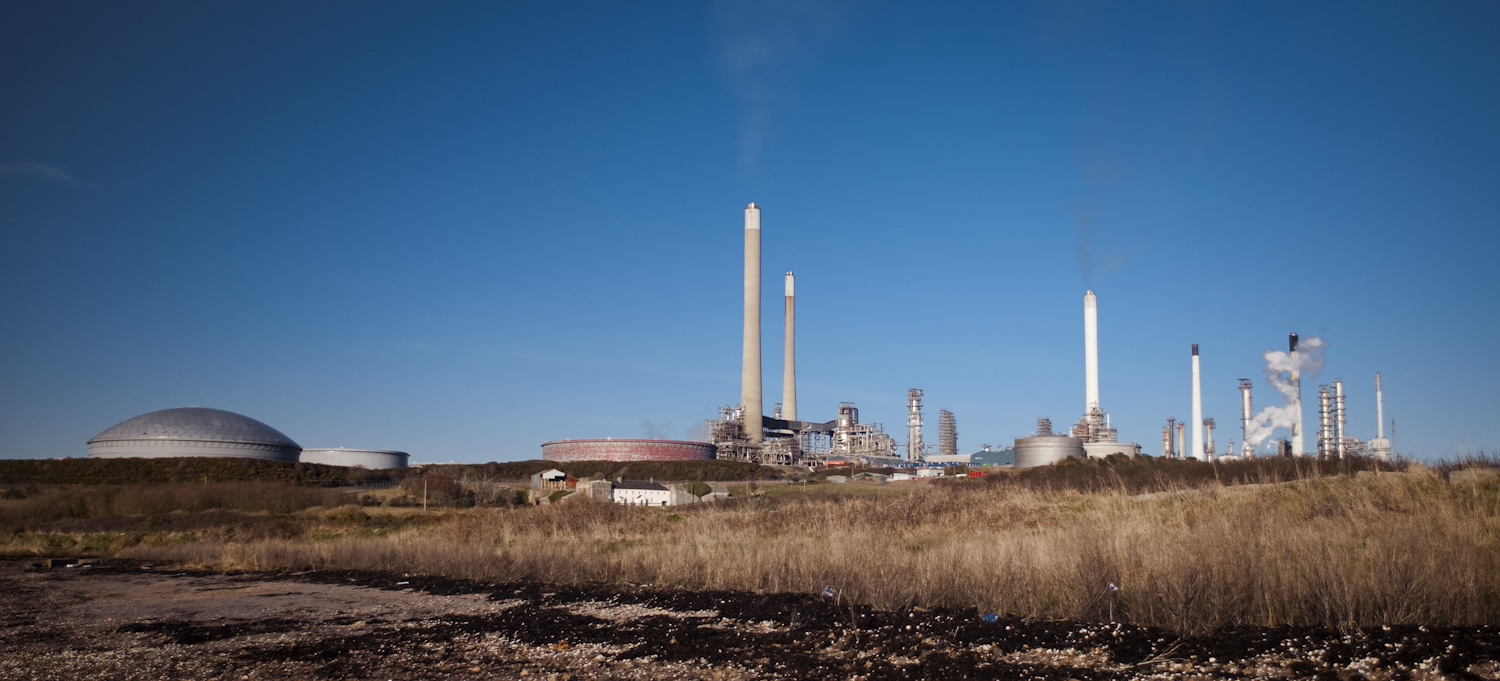
La raffinerie de Pembroke.

L'estuaire combiné, le Daugleddau, s'étend sur une longueur d'environ 27 km, de Picton Point aux fortins qui gardent l'entrée du port. Il reçoit comme principaux affluents les rivières Carew, elle-même grossie de la Cresswell, et Pembroke (en).
Ria profonde et large, mais suffisamment sinueuse pour être à l'abri des vents violents et des mers agitées, il constitue donc un excellent port naturel. Comme il peut facilement accueillir des superpétroliers de 300 000 tonnes et plus, il devient à partir de 1957 un centre important de l'industrie pétrolière, avec Esso, BP, Texaco, Gulf Oil et Amoco qui y exploitent des terminaux et des raffineries de pétrole. Au milieu des années 1970, il est brièvement le deuxième port du Royaume-Uni en termes de tonnage. À cet endroit, le Daugleddau et ses affluents forment l'estuaire de Milford Haven, qui a donné son nom au port de Milford Haven. Le fleuve rejoint alors la mer Celtique après avoir passé les fortins.

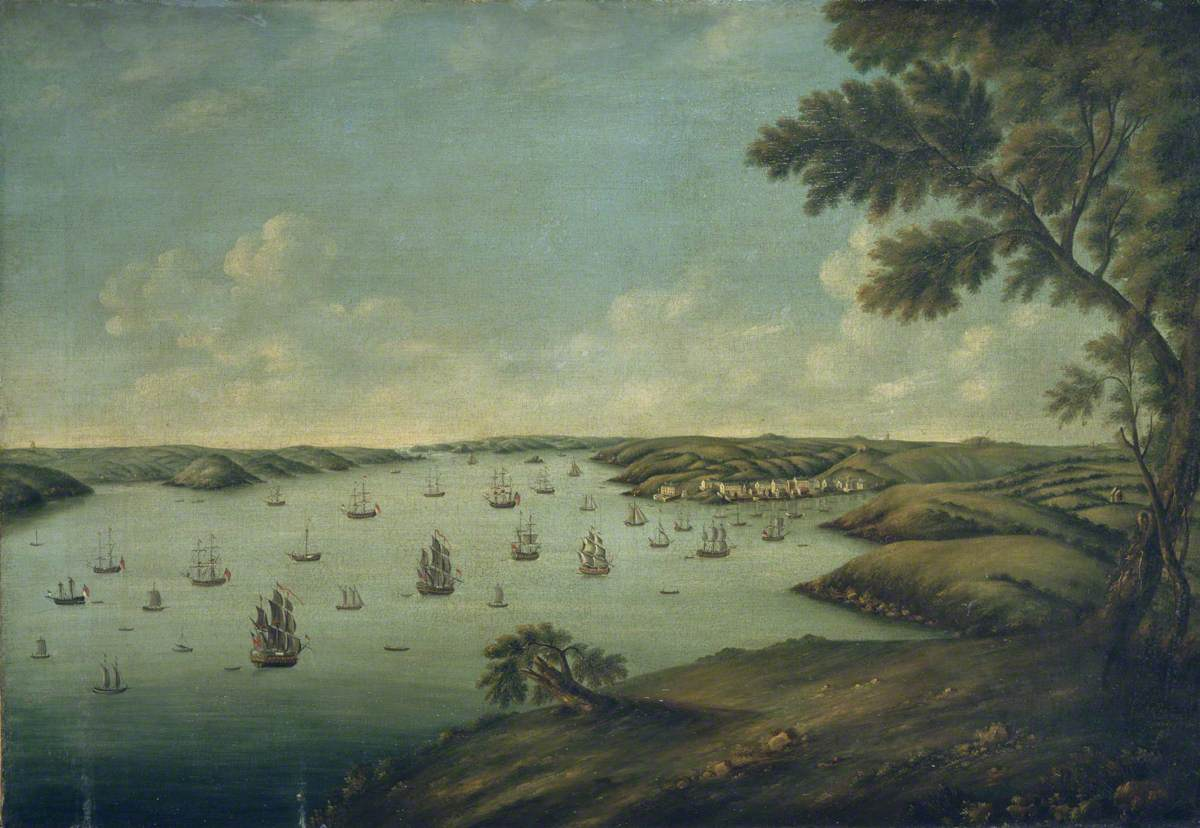
L'estuaire de Milford Haven en 1776, peint par George Atwood.

Historiquement, l'estuaire a permis un accès maritime à des châteaux tels que Pembroke et Carew, permettant de les utiliser comme dépôts lors de l'invasion normande de l'Irlande. Il a joué un rôle important au début de la révolution industrielle, en permettant le transport de l'anthracite depuis Llangwm, Landshipping et Crescelly, et du calcaire depuis Lawrenny et West Williamston. Une petite industrie de la pêche existait dans des ports tels que Pill, Angle et Dale, mais en 1790, la construction de la nouvelle ville de Milford a commencé, et une grande pêcherie de harengs s'est développée à partir de ses docks.

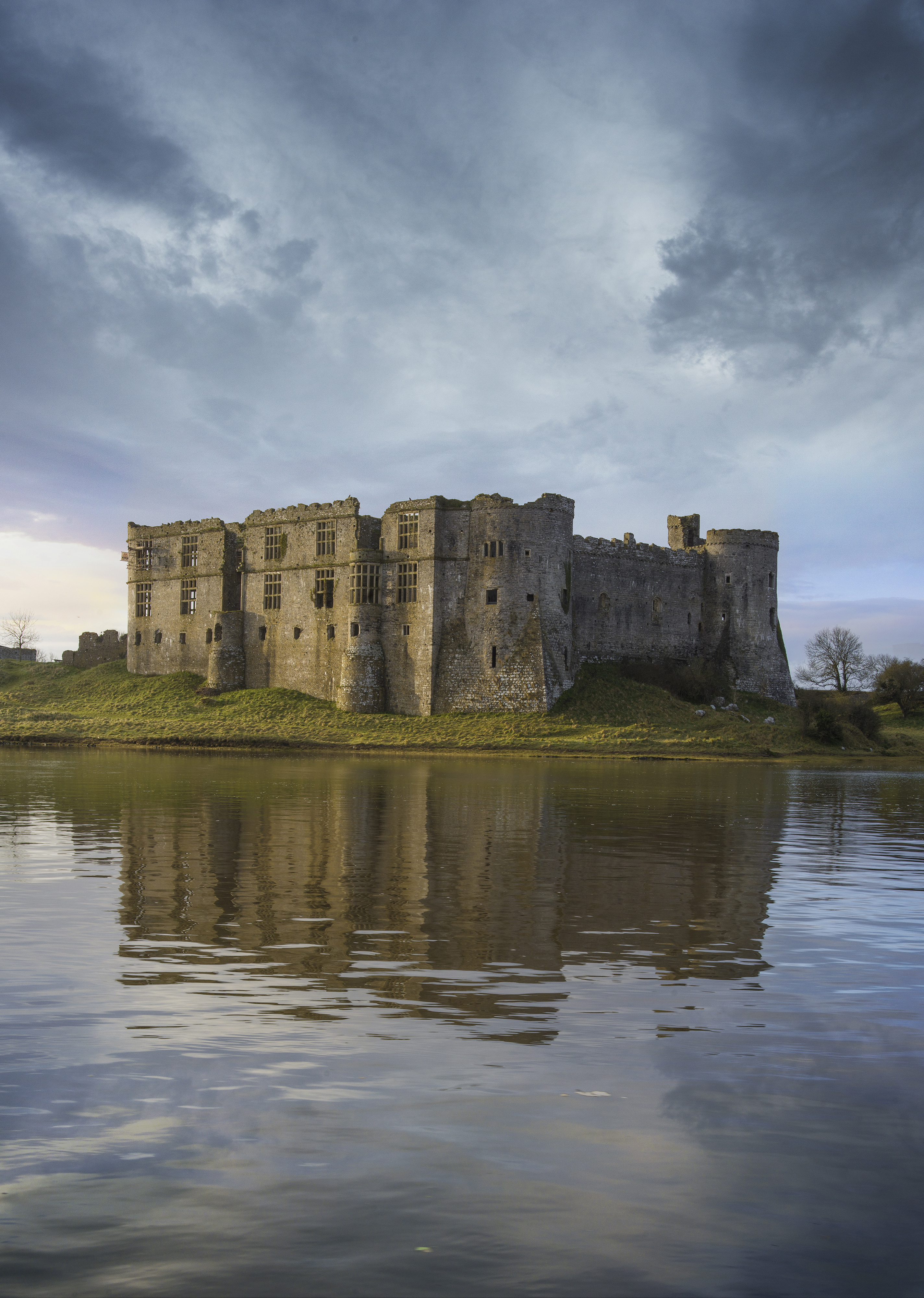
Le château de Carew et la rivière éponyme, affluent du Daugleddau.

 À son apogée, il est le septième port de pêche du Royaume-Uni, exploitant plusieurs centaines de chalutiers, mais avec l'épuisement des zones de pêche côtière, les docks deviennent trop petits pour les grands chalutiers de haute mer, et la pêche est aujourd'hui pratiquement inexistante. Milford a été construit originellement pour accueillir un chantier naval, mais ce projet a été transféré en 1814 à Pembroke Dock, de l'autre côté de l'estuaire, où il a fonctionné jusqu'à sa fermeture en 1926.
La ville de Neyland, à six kilomètres en aval de Milford et connue à l'origine sous le nom de New Milford, a également été construite spécifiquement pour servir de terminal maritime transatlantique, cette fois par la Great Western Railway. Ses fonctions ont été en grande partie transférées à Fishguard au début du XXe siècle.
Un certain nombre d'anciennes paroisses anglicanes de la région ont été regroupées pour former la paroisse de Daugleddau, dans le diocèse de Saint David's, appartenant à l'Église au pays de Galles.

## Environnement naturel

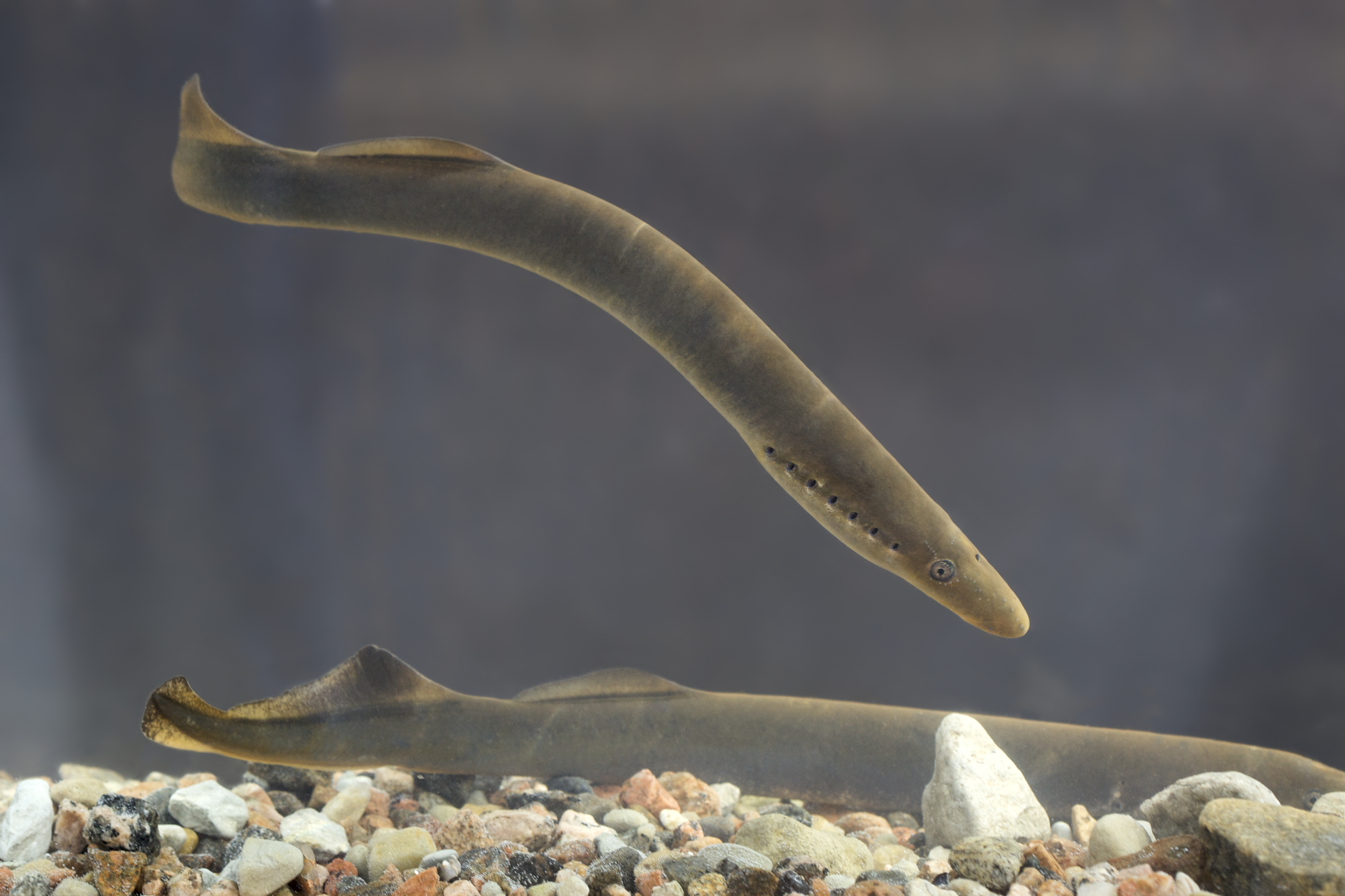
Lamproies de rivières

Les deux branches du Cleddau se distinguent par leur écologie aquatique diversifiée, largement épargnée par les activités humaines. Les rivières abritent des populations de loutres européennes et une grande variété d'espèces de poissons, notamment des lamproies. Des tronçons des deux rivières ont été désignés « site d'intérêt scientifique particulier »,,, et forment une zone spéciale de conservation car ils présentent un intérêt spécifique, principalement par leurs populations importantes de loutres Lutra lutra, de chabots communs Cottus gobio, de lamproies de rivière Lampetra fluviatilis et de lamproie de Planer Lampetra planeri. Ils présentent également un enjeu particulier pour la lamproie marine Petromyzon marinus, ainsi que pour toute une gamme d'habitats fluviaux ou associés tels que des rivières à végétation flottante souvent dominées par la renoncule des rivières (Ranunculus fluitans et Callitricho-Batrachion), des tourbières hautes actives, et des forêts alluviales d'aulnes et de frênes (Alno-Padion, Alnion incanae, Salicion albae) dans les plaines inondables,.

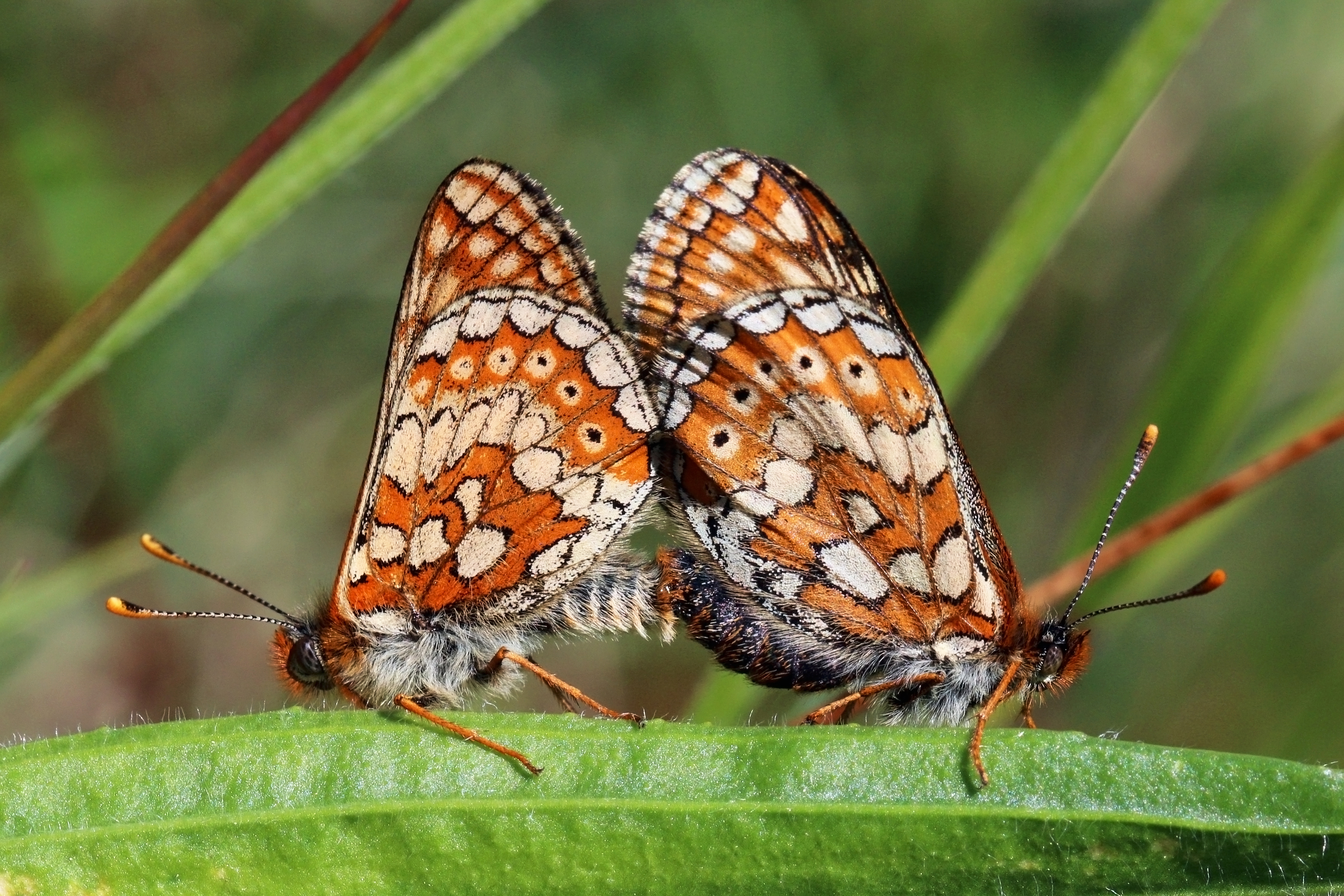
Accouplement de damiers des marais.

En outre, les terres entourant la Gweunydd Blaencleddau, un affluent nord-est de la Cleddau orientale, sont aussi désignées comme zone spéciale de conservation pour les biotopes suivants : des tourbières minérotrophes, alimentées par des eaux de source riches en calcium, des tourbières alcalines, des zones d'habitats de l'agrion de Mercure (Coenagrion mercuriale) et du papillon damier des marais Euphydryas  aurinia, des landes pourpres à prairies de molinia sur sols calcaires, tourbeux ou argilo-limoneux (Molinion caeruleae), des landes humides à bruyère des marais Erica tetralix, des tourbières très humides souvent identifiées par une surface « tremblante » instable, et des tourbières boisées.
Certaines zones du Cleddau font partie du parc national côtier du Pembrokeshire : autour de la confluence des estuaires des Cleddau occidentales et orientales, ainsi qu'avec leurs affluents Cresswell et Carew, et le Daugleddau en aval de Milford Haven et de la raffinerie de Pembroke jusqu'à l'embouchure.

## Éponymie
Aux antipodes du pays de Galles, dans l'île du Sud de Nouvelle-Zélande, se trouve un fleuve côtier nommé Cleddau. Il se jette dans un fjord, le Milford Sound. Les deux endroits ont été nommés en 1809 par John Grono, un chasseur de phoques gallois natif du Pembrokeshire.

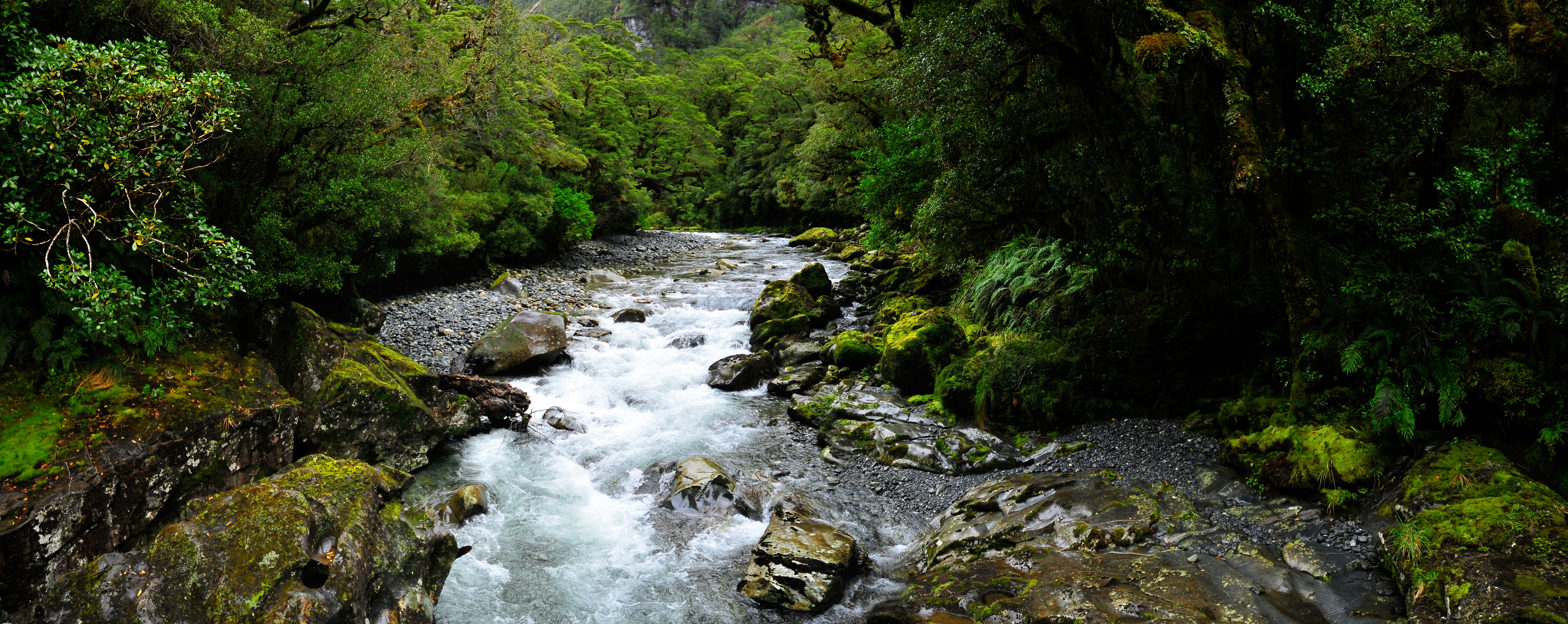
Le Cleddau néo-zélandais dans le canyon du Chasm.
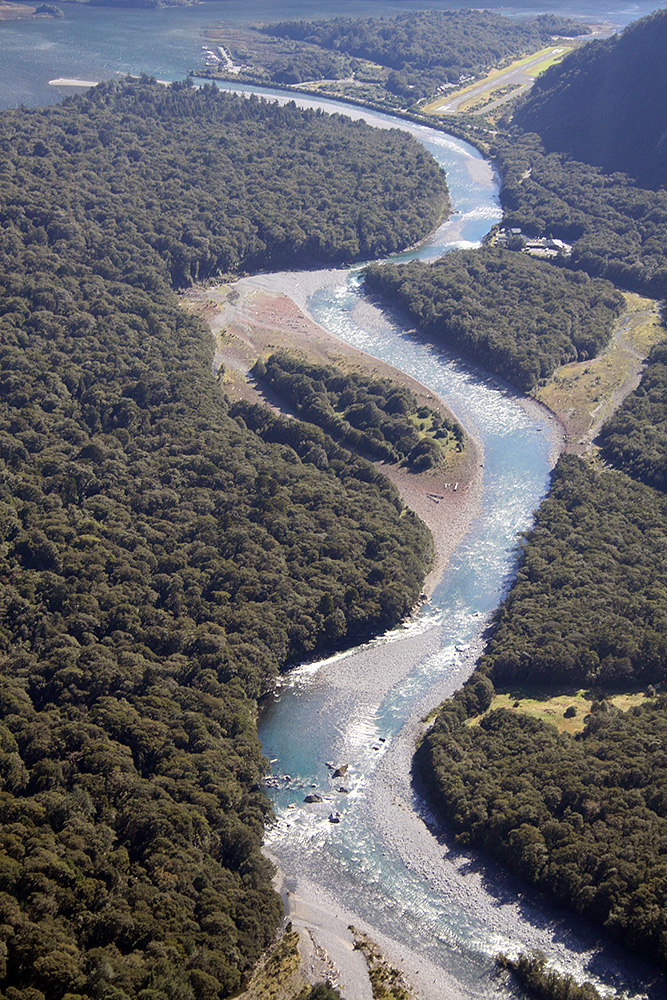
Le fleuve à son embouchure dans le Milford Sound (en haut à gauche).
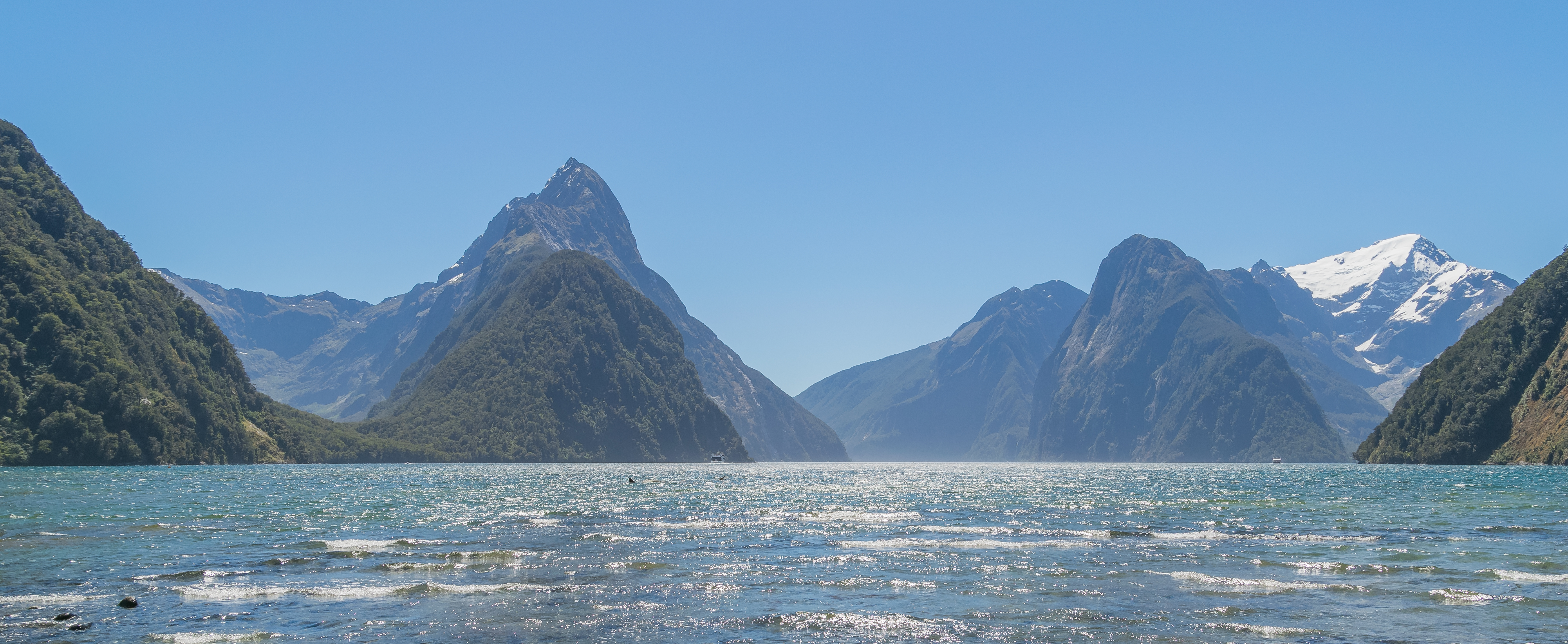
Le fjord de Milford Sound.